# Anabazenops
Anabazenops és un gènere d'ocells de la família dels furnàrids (Furnariidae). Les dues espècies que formen el gènere habiten a la selva humida del sud-est del Brasil i per l'est dels Andes, des del sud-est de Colòmbia fins al nord de Bolívia.

## Taxonomia
Se n'han descrit dues espècies dins aquest gènere:
- Anabazenops dorsalis - plegafulles pitblanc.
- Anabazenops fuscus - plegafulles de collar.

Anabazenops dorsalis era antany inclòs en el gènere Automolus.